# Afrykańska Partia Chrześcijańsko-Demokratyczna
Afrykańska Partia Chrześcijańsko-Demokratyczna (afr. Afrika Christen Demokratiese Party, ang. African Christian Democratic Party, ACDP) – ugrupowanie chrześcijańsko-demokratyczne istniejące w Republice Południowej Afryki od 1993.

## Historia
Partia została powołana do życia w grudniu 1993 – na krótko przed pierwszymi wolnymi wyborami do Zgromadzenia Narodowego, w których zdobyła 2 mandaty. W 1996 jako jedyne ugrupowanie parlamentarne głosowała przeciwko nowej konstytucji RPA. W kolejnych wyborach partia potroiła swoją reprezentację, uzyskując 7 mandatów w Zgromadzeniu Narodowym i stając się piątym ugrupowaniem reprezentowanym w parlamencie. W wyborach samorządowych z 2000 ACDP zdobyła łącznie 70 mandatów w skali kraju.

## Ideologia
Ugrupowanie opiera swój program na wartościach biblijnych. Opowiada się przeciwko podziałom rasowym i ideologicznym, za pokojem społecznym i sprawiedliwością, silną pozycją rodziny oraz gospodarką wolnorynkową. Partia sprzeciwia się przerywaniu ciąży, eutanazji oraz małżeństwom homoseksualnym, w szczególnych przypadkach dopuszcza karę śmierci. Opowiada się przeciwko światowej polityce zwalczania pandemii HIV poprzez rozdawnictwo prezerwatyw i promocję tzw. bezpiecznego seksu, podkreślając konieczność ochrony tradycyjnych wartości, tj. wierność małżeńska. Pod względem ideowym ugrupowanie zbliżone jest do holenderskiej ChristenUnie.

## Poparcie
| Wybory | Poparcie | Zmiana punktów procentowych | Mandaty | Zmiana |
| ------ | -------- | --------------------------- | ------- | ------ |
| 1994   | 0,45%    | -                           | 2       | -      |
| 1999   | 1,43%    | 0,98                        | 6       | 4      |
| 2004   | 1,60%    | 0,26                        | 7       | 1      |
| 2009   | 0,81%    | 0,79                        | 3       | 4      |
| 2014   | 0,57%    | 0,24                        | 3       | -      |
| 2019   | 0,84%    | 0,27                        | 4       | 1      |

| Wybory | Mandaty | Zmiana |
| ------ | ------- | ------ |
| 1994   | 0       | -      |
| 1999   | 2       | -      |
| 2004   | 0       | 2      |
| 2009   | 0       | -      |